# 금색의 갓슈!!
《금색의 갓슈!!》(일본어: 金色のガッシュ!! 곤지키노 갓슈[*])은 라이쿠 마코토의 일본의 만화 작품이다. 약칭은 갓슈 혹은 갓슈벨이다. 《주간 소년 선데이》의 2001년 6월호에서 2008년 신년 4·5 합병호(2007년 최종호)까지 연재되었다. 애니메이션의 경우는 《금색의 갓슈벨!!》(金色のガッシュベル!!)라는 제목으로 후지 TV에서 2003년 4월 6일 방영 개시하였으며, 2006년 3월 26일에 방영을 종료하였다.

## 등장인물 리스트

### 주요 등장인물
- 갓슈 벨 & 타카미네 키요마로(성우 : 사쿠라이 타카히로/ 정재헌)
- 티오 & 오우미 메구미
- 칸쵸메 & 파르코 포르고레
- 우마곤 & 카프카 선빔
- 브라고 & 셰리 벨몬드
- 웡레이 & 리엔
- 키드 & 알쏭달쏭 박사

### 초반
- 레이콤 & 호소카와
- 고프레 & 렌지
- 스기나 & 하루히코
- 코루루 & 시오리
- 페인 & 세이베
- 프리가로 & 게르하르트
- 에슈로스 & 신이치
- 로브노스 - (성우 : 요시다 코나미 / 이주희) & 류크
- 마르스 & 렘브란트 - (성우 : 나카타 마사유키 / 정영웅)
- 발트로 - (성우 : 야나다 키요유키 / 김창열) & 스팅
- 요뽀뽀 & 젬 - (성우 : 에모리 히로코 / 이영란) & (성우 : 테라다 하루히 / 한수림)
- 키크로프 - (성우 : 비후 히토시 / 김대중) & 영국 신사
- 로프스 - (성우 : 카나이 미카 / 권연희) & 아폴로
- 대니 & 미스터 골드
- 파피프리오 - (성우 : 야마자키 미치루 / 전숙경) & 루퍼 - (성우 : 사쿠라이 치히로 / 김희선)
- 조보롱 & 히게
- 자바스 & 가리온트
- 바란샤 & 가루자
- 바리 & 구스타프
- 바고 - (성우 : 소노베 케이이치 / 곽윤상) & 프리드 - 성우 : 최창석

### 조피스 편
- 조피스 & 코코
- 파티 & 우루루 - (성우 : 토리우미 코스케 / 이상헌)
- 뵹코 & 아르빈

#### 천년전 마물
- 기란 & ?
- 다루모스 & ?
- 도그모스 & ?
- 빅토림 & 모히칸 에이스 - (성우 : 나가노 요시카즈 / 차진욱)
- 레이라 & 알베르 - (성우 : 타니야마 키쇼 / 홍승표)
- 엘조 & ?
- 베르김 E.O & 달리아 앤제이
- 차오롱 - (성우 : 나카무라 유이치 / 박영재) & 겐소 - (성우: 칸나 노부토시 / 하성용)
- 파문 & 란스
- 데모르트 - (성우 : 오오토모 류자부로 / 심승한) & 로베르토 바일 - (성우 : 후타마타 잇세이 / 김강산)

### 파우드 편

#### 아군
- 테드 - (성우 : 타케우치 쥰코 / 오인실) & 지드
- 어스 - (성우 : 우메즈 히데유키 / 현경수) & 에리
- 칼디오 (성우 : 우에다 유우지 / 임경명) & 사우저
- 모몽 & 엘 시버스
- 리야 & 아리쉐
- 체리쉬 & 니콜

#### 적
- 제온 & 듀포
- 리오 & 베니키스
- 로듀 (성우 : 치바 스스무 / 최낙윤) & 치타
- 자르침 & 라우싱 모 (성우 : 키쿠치 마사미 / 박서진)
- 키스 & 베른 (성우 : 타키 사토시 / 서원석)
- 브자라이 & 카즈
- 팡고 & 애들러
- 갸론 & 해리 제트
- 제듄 & 에스카를로 룬
- 파우드
- 응가뿡뿡

#### 그 외
- 코랄 Q (성우 : 코지로 치에 / 김성연) & 글러브 (성우 : 박서진)
- 레인 & 카일
- 엘자도르 & 아비라 사비라

### 클리어 편
- 클리어 노트 & 뷔노
- 고무 & 미르
- 아슈론 & 린 비즈

### 그 외 등장인물
- 미즈노 스즈메
- 야마나카 (성우 : 타나카 카즈나리 / 양준건)
- 이와시마 (성우 : 누마타 유스케 / 이원찬)
- 카네야마 (성우 : 타카기 와타루 / 변종필)
- 키노야마 츠쿠시 (성우 : 아사카와 유우 / 이민하)
- 발칸 300
- 나오미
- 셋코로 (성우 : 미타 유코 / 안현서)
- 하이도 & 쿠보즈카 에이타 (성우 : 우라와 메구미 / 이영아) & (성우 : 카미야 히로시 / 전광주) - 애니 오리지널 콤비
- 타카미네 세이타로 (성우 : 오키아유 료타로 / 김익태)
- 유타
- 마리코 (성우 : 하니오카 유키코 / 홍희숙)
- 달타냥 (성우 : 겐다 텟쇼 / 박태호)
- 마조스틱 12

## 스토리 진행 요소
한국에선 갓슈벨 애니메이션을 1기, 2기, final 등의 시즌으로 구분했다.

### 갓슈벨 스킬 목록
- 자켈(ザケル) : 입에서 번개가 발사되는 주술이다.
- 라실드(ラシルド) : '보복 + 번개 발사형' 방패 주술이다. 상대가 공격을 할 때 이 주술을 사용하면 상대를 막는 것은 물론, 공격자의 공격을 되받아쳐 돌려주고 번개 공격이 더해져 상대보다 비교적 큰 힘으로 상대를 제압할 수 있다.
- 지켈드(ジケルド) :

## 애니메이션 극장판
- 갓슈벨 극장판:101번째 마물

내용:

## 애니메이션 삽입곡

### 오프닝
1기 오프닝
<딱지(カサブタ)>
작사, 작곡, 노래 - 치와타 히데노리
편곡 - 와타나베 체루
2기 오프닝
<너에게 이 목소리가 닿도록(君にこの筬が 鷄きますように)>
작사, 작곡, 노래 - 타니모토 타카요시
3기 오프닝
<보이지 않는 날개(見えない翼)>
작사, 작곡, 노래 - 타니모토 타카요시